# اختبار الانحناء
اختبار الانحناء هو اختبار عظام يُستخدم لتحديد ما إذا كان المريض يعاني من انضغاط العصب الوركي.

## غرضه
يهدف هذا الاختبار إلى شد غمد الجافية للعصب الوركي.[بحاجة لمصدر]

## الإجراء
يجلس المريض على حافة الطاولة بينما يكون الفاحص بجانبه.[بحاجة لمصدر]
يتكون اختبار الانحناء من عدة خطوات مختلفة:[بحاجة لمصدر]
1- أولاً، ينحني المريض للأمام، مع تقريب الكتفين، ليضغط الفاحص بعد ذلك على ثني الجذع.
2- بعدها، يُقرّب المريض ذقنه من صدره، ثم تُمدّ الركبة بنشاط.
3- بعد ذلك، يُثنى الكاحل ظهرياً. إذا شعر المريض بألم أثناء أي من الخطوات المذكورة أعلاه، فلا يضطر الفاحص إلى مواصلة الاختبار.
يتضمن الاختبار عدة تعديلات، تستخدم جميعها تسلسلات مختلفة من الحركات التي تُسبب شداً على غمد الجافية.

## الآلية
يتعرض غمد الجافية المحيط بالعصب الوركي للضغط أو التمدد عند تغيير وضعية المريض.[بحاجة لمصدر]

## النتائج
تكون الإشارة الإيجابية أي نوع من ألم عرق النسا (ألم مشع، حاد، نابض) أو ظهور أعراض عصبية أخرى. يشير هذا إلى انضغاط العصب الوركي، أو بطانة الجافية، أو الحبل الشوكي، أو جذور الأعصاب. قد يحمل هذا الاختبار العديد من النتائج الإيجابية الكاذبة، ويرعى استخدامه مع اختبارات تقويم العظام الأخرى للوصول إلى التشخيص النهائي.[بحاجة لمصدر]

## تاريخه
يُنسب الفضل إلى تشارلز لاسيغ في ابتكار اختبار الانحناء. وقد استُخدم هذا الاختبار مع مناورة براغارد، واعتُبر المعيار الذهبي في المجتمع الطبي.